# Cullman (Alabama)
Cullman település az USA Alabama államában, Cullman megyében, melynek megyeszékhelye is. Lakosainak száma 18 213 fő (2020. április 1.).

## Népesség
A település népességének változása:
| Lakosok száma | 426  | 1017 | 1255 | 2130 | 14 775 | 15 030 | 15 496 | 18 213 |
|               | 1880 | 1890 | 1900 | 1910 | 2010   | 2013   | 2016   | 2020   |